# كاثلين باركر
كاثلين باركر (بالإنجليزية: Kathleen Parker)‏ هي صحفية وكاتبة العمود أمريكية، ولدت في 1951 في وينتر هافن في الولايات المتحدة.

## وصلات خارجية
- كاثلين باركر على موقع IMDb (الإنجليزية)
- كاثلين باركر على موقع الموسوعة البريطانية (الإنجليزية)
- كاثلين باركر على موقع إن إن دي بي (الإنجليزية)
- كاثلين باركر على موقع قاعدة بيانات الفيلم (الإنجليزية)